# КАУ-30М

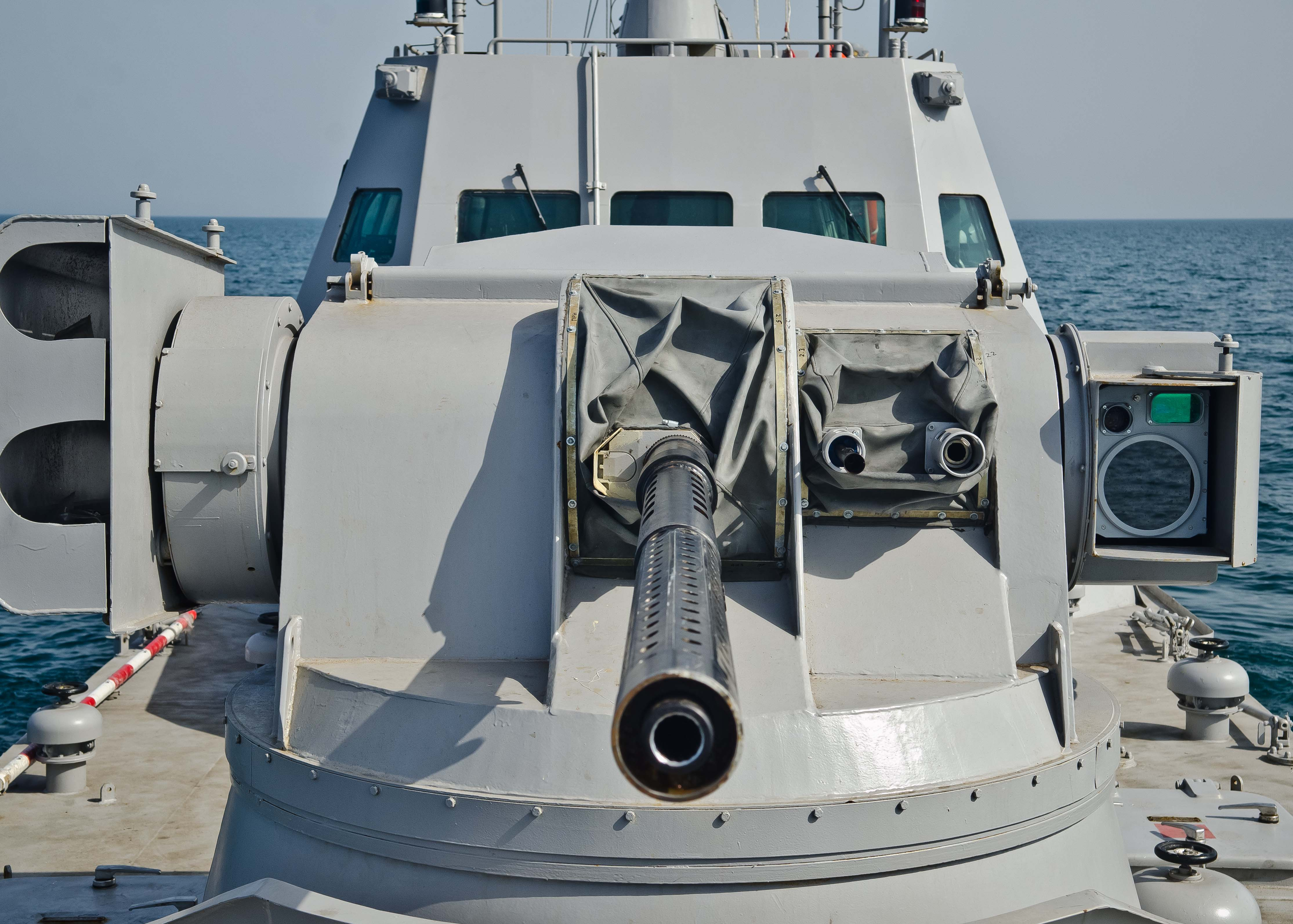
КАУ-30М

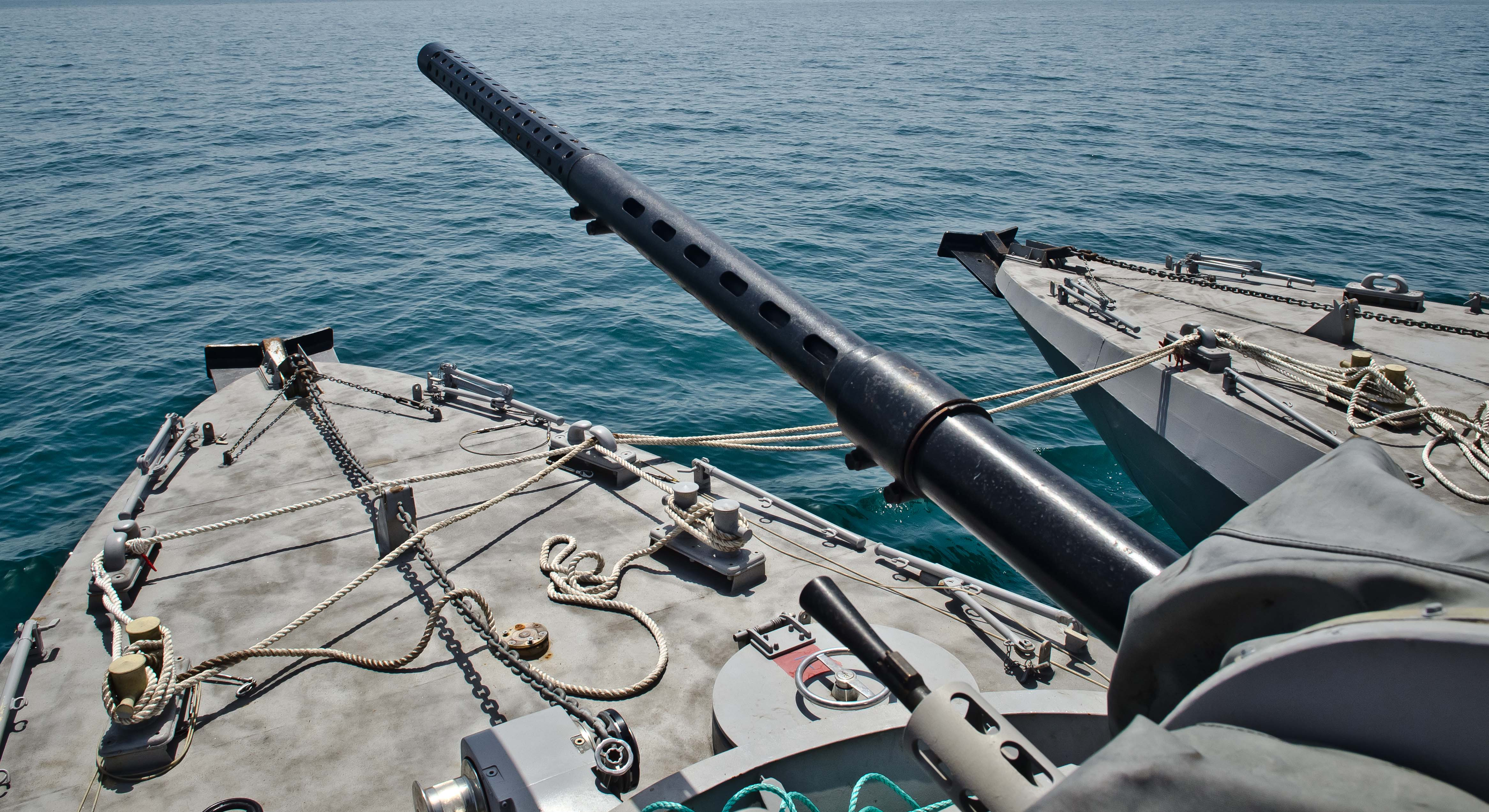
Модуль на носі МБАКа

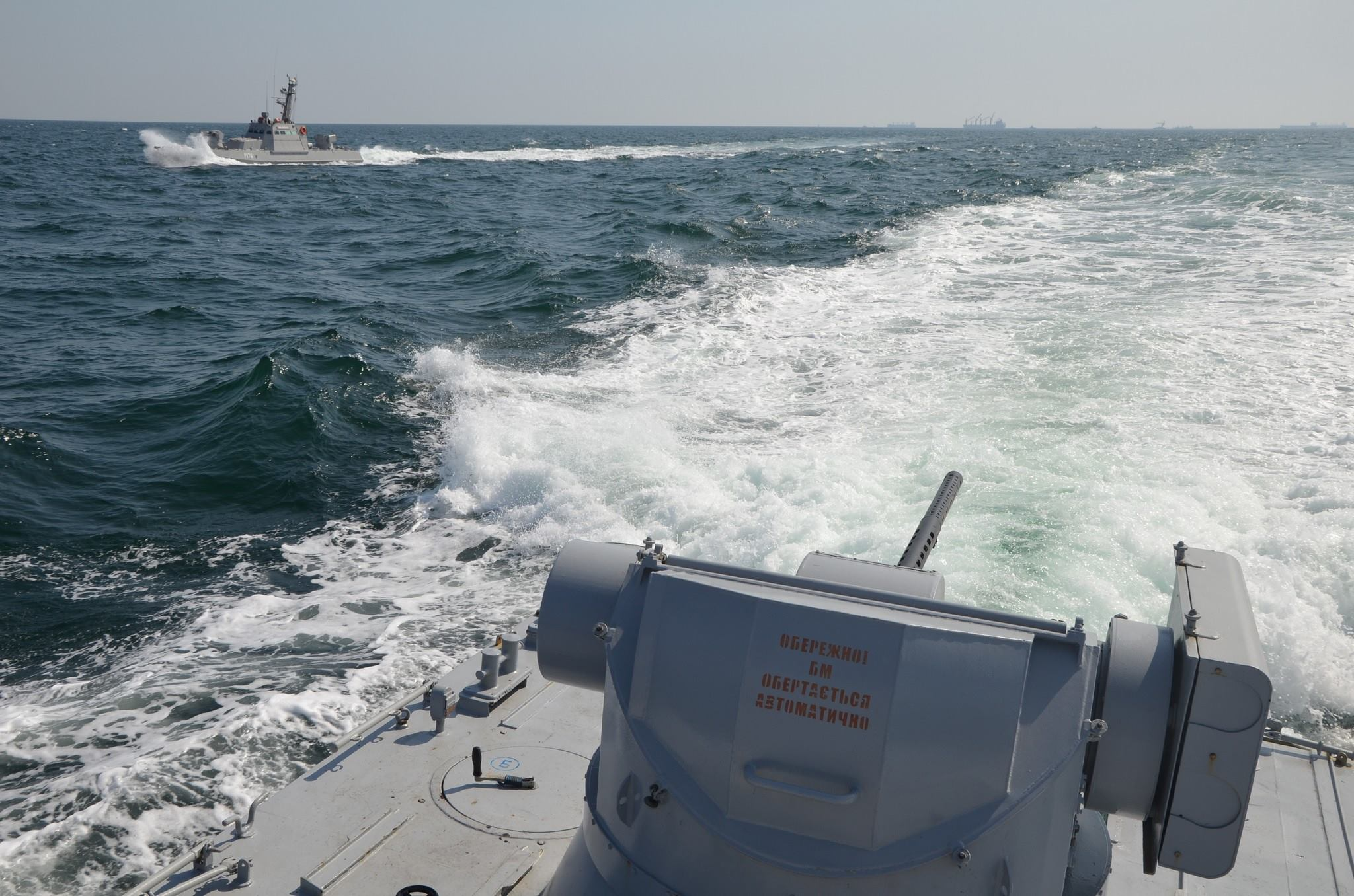
Модуль на кормі МБАКа

КАУ-30М — корабельна артилерійська установка, дистанційно керований універсальний бойовий модуль, призначений для ураження кораблів (катерів), а також розташованих на березі рухомих та нерухомих броньованих цілей, легкоброньованих об'єктів, живої сили, берегових вогневих укріплених точок та гелікоптерів. Основне озброєння катерів проекту 58155 «Гюрза-М».
Розробник та виробник: Завод «Кузня на Рибальському», Київ
Створена на основі БМ-3М «Штурм» для сухопутної техніки, модифікація оригінально мала індекс БМ-5М.01 «Катран-М».

## Історія
19 листопада 2018 підрозділи ВМС України в Азовському морі поблизу Бердянської коси провели бойові стрільби. У супроводі буксира «Корець» стрільби проводив малий броньований артилерійський катер (МБАК) «Кременчук», озброєний бойовими модулями «Катран-М». Вперше в Азовському морі був застосований протитанковий ракетний комплекс (ПТРК) «Бар'єр», який адаптований виробником до морських умов, комплекс успішно вразив всі мішені. Екіпаж отримав новий досвід застосування сучасних українських ПТРК на морі.

## Конструкція

### Тактико-технічні характеристики
Загальні
- Тип: стабілізований, дистанційно-керований з винесеним озброєнням
- Бойовий розрахунок: 1 чол (оператор)
- Температурний режим: від мінус 20 до +55 ˚С

Озброєння
- 30-мм автоматична гармата ЗТМ-1 (2х150 пострілів)
- 30-мм автоматичний гранатомет АГ-17 / КБА-117 (29 пострілів)
- 7.62-мм кулемет КТ-7.62 (400 набоїв)
- 2 ПТРК «Бар'єр» (2 ракети Р-2В)

Система управління вогнем
- Прицільний комплекс: оптико-електроний
- Кути наведення блоку озброєння:
  - за горизонтом: 360˚
  - за вертикаллю: від –16˚ до +60˚
- Швидкість прицілювання:
  - за горизонтом: від 0,05˚/с до 36˚/с
  - за вертикаллю: від 0,05˚/с до 36˚/с
- Телевізійна камера:
  - дальність виявлення: 10 км
  - дальність впізнавання: 4 км
- Тепловізійна камера:
  - диапазон виявлення людини: 4,2 км
  - дальність виявлення транспортного засобу: 10 км
  - дальність впізнавання людини: 1,5 км
  - дальність впізнавання транспортного засобу: 3,6 км
- Дальність, що вимірюється: 8000 м
- Ефективна дальність стрільби:
  - при використанні осколково-фугасних снарядів: 4 км та більше
  - при використанні бронебійно-запалювальних снарядів: 2 км та більше
  - по повітряним цілям: на висоті 2,5 км

## Модифікації
- КАУ-30 (озброєння — лише 30-мм автоматична гармата ЗТМ-1, що має боєзапас у 320 пострілів.)
- КАУ-30М

## Використання
Дві артилерійські установки КАУ-30М встановлюються на малі броньовані артилерійські катери проекту 58155, шифр «МБАК» (Гюрза-М) виробництва київського суднобудівного заводу «Кузня на Рибальському» (носовий та кормовий бойові модулі).